# ماشین حالات متناهی

Fig.1 نمونه‌ای از یک ماشین حالات متناهی

ماشین‌های حالات متناهی (Finite state machines) اختصاراً FSM، به مدل‌هایی مجرد از ماشین‌ها گفته می‌شود که قادرند در مجموعه‌ای متناهی از حالات وجود داشته باشند.
یک ماشین حالت متناهی، یک ابزار ریاضی برای توصیف پردازش توسط یک ماشین است. یک FSM می‌تواند در یکی از تعداد متناهی حالات مفروض باشد و با دریافت هر ورودی بین این حالات حرکت کند. به بیان بهتر از حالتی به حالت دیگر با توجه به اندازه یا نوع ورودی (مثلاً مقدار ۰ یا ۱ یا علامت مثبت یا منفی) منتقل شود. بعد از حالت اولیه (استارت استیت) نماد ورودی خوانده می‌شود، تعدادی عمل محاسباتی با توجه به همان نماد خوانده شده انجام شده، نمادی خارج کرده (تولید) و به حالتی دیگر با توجه به نماد ورودی جدید، منتقل می‌شود. در این حال اگر FSM در حالتی ورودی‌ای بگیرد و در آن حالت مسیر حرکت برای نماد ورودی تعیین نشده باشد، اصطلاحاً ماشین گیر خواهد کرد.

## موارد کاربرد
ماشین‌های حالات متناهی را به وفور در کاربردهای وابسته به علوم کامپیوتر و شبکهٔ داده‌ها مورد استفاده قرار می‌دهند
همین‌طور ماشین‌های حالات متناهی می‌توانند تعداد زیادی از مسئله‌ها را مدلسازی کنند که در بین آن‌ها می‌توان به ماشین طراحی الکترونیکی، طراحی پروتکل ارتباطات، تجزیه گر زبان و دیگر کاربردهای مهندسی نام برد. در تحقیقات زیست‌شناسی و هوش مصنوعی، ماشین‌های حالت یا ماشین‌های حالت سلسله مراتبی برای توصیف دستگاه عصبی و در زبان‌شناسی به منظور توصیف گرامرهای زبان‌های طبیعی استفاده می‌شوند.
از لحاظ یک مدل محاسباتی انتزاعی، ماشین‌های حالات متناهی نسبت به دیگر مدل‌های محاسباتی نظیر ماشین تورینگ قدرت محاسباتی کمتری دارند.به این معنا که کارهایی هست که FSM نمی‌تواند انجام دهد اما ماشین تورینگ می‌تواند. این به خاطر این است که FSM حافظه محدود دارد. حافظه محدود به تعداد حالات متناهی شده‌است.

## پانوشته‌ها
1. ↑  Abstract
2. ↑  Automaton
3. ↑  States
4. ↑  http://www.davidsalomon.name/DC2advertis/AppendF.pdf
5. ↑  ریاضیات گسسته و کاربردهای آن، ص. ۷۹۶
6. ↑  ^ Belzer, Jack; Albert George Holzman, Allen Kent (1975). Encyclopedia of Computer Science and Technology, Vol. 25. USA: CRC Press. pp. 73. ISBN 0-8247-2275-2.
7. ↑  http://en.wikipedia.org/wiki/Finite_state_machine